# T. P. McKenna
Thomas Patrick McKenna (* 7. September 1929 in Mullagh, County Cavan, Irland; † 13. Februar 2011 in London) war ein irischer Schauspieler.

## Leben
T. P. McKenna, der im Verlauf seiner gesamten Karriere ein bedeutender Theaterschauspieler war, gab sein Debüt als Bühnendarsteller 1954 am Pike Theatre in Dublin in dem Theaterstück Sommer und Rauch von Tennessee Williams. Seit Ende der 1950er Jahre arbeitete McKenna als Filmschauspieler auch für das Kino und für das Fernsehen.
Zu McKennas ersten Filmrollen – sein Name wurde in den Credits allerdings nicht erwähnt – gehörte 1960 eine kleine Rolle in dem während des Zweiten Weltkrieges spielenden Filmdrama Aufstand im Morgengrauen unter der Regie von Tay Garnett. In der Folgezeit wurde McKenna häufig in Literaturverfilmungen oder in Filmen mit literarischen Thema besetzt. Er spielte 1962 in The Quare Fellow, einer Verfilmung des gleichnamigen Theaterstücks von Brendan Behan, 1965 in Cassidy, der Rebell, einer Verfilmung der Autobiografie Mirror in My House des irischen Schriftstellers Seán O’Casey, und 1967 die Rolle des Buck Mulligan in Joseph Stricks Romanverfilmung Ulysses. Kleinere Rollen hatte er 1968 unter der Regie von Tony Richardson in dem Abenteuerfilm Der Angriff der leichten Brigade und 1969 als Sir Henry Norris in dem Historiendrama Königin für tausend Tage.
1971 spielte er gemeinsam mit Dustin Hoffman in Sam Peckinpahs Thriller Wer Gewalt sät. 1977 war er in der Hauptrolle des Stephen Dedalus an der Seite von John Gielgud in der Literaturverfilmung des Romans A Portrait of the Artist as a Young Man von James Joyce zu sehen. 
Zu seinen nachhaltigsten Rollen gehörte die des SS-Standartenführers Paul Blobel in dem Mehrteiler Holocaust aus dem Jahr 1978. Fünf Jahre später (1983) spielte McKenna in Im Wendekreis des Kreuzes sogar den Reichsführer SS Heinrich Himmler.
Auch in den 1980er Jahren spielte McKenna zahlreiche Kinorollen in Filmen unterschiedlicher Genres, so 1988 mit Ben Kingsley in dem Historienfilm Die vergessene Insel oder 1989 mit Dolph Lundgren in dem Actionfilm Red Scorpion. In der Literaturverfilmung Valmont, nach dem Roman Gefährliche Liebschaften, übernahm er 1989/1990 unter der Regie von Miloš Forman die Rolle eines vornehmens Barons.
Immer wieder spielte McKenna in Filmen mit irischen Hintergrund, so 1980 in dem Drama Verrat in Belfast. In Irland gilt McKenna insbesondere als intensiver Charakterdarsteller für die Rollen und Figuren von James Joyce.

## Filmografie
- 1959: Broth of a Boy
- 1959: Der Goliath von Galway (Home Is the Hero)
- 1959: Ein Händedruck des Teufels (Shake Hands with the Devil)
- 1960: Aufstand im Morgengrauen (A Terrible Beauty)
- 1960: Verbrecherzentrale Sidney Street (The Siege of Sidney Street)
- 1962: The Quare Fellow
- 1964: Die erste Nacht (Girl with Green Eyes)
- 1964–1968: Mit Schirm, Charme und Melone (The Avengers, Fernsehserie, 3 Folgen)
- 1965: Cassidy, der Rebell (Young Cassidy)
- 1966, 1968: Simon Templar (Fernsehserie, 2 Folgen)
- 1967: Ulysses
- 1967: Der Mann mit dem Koffer (Man in a Suitcase, Fernsehserie, 1 Folge)
- 1968: Der Angriff der leichten Brigade (The Charge of the Light Brigade)
- 1969: Königin für tausend Tage (Anne of the Thousand Days)
- 1970: Die alles zur Sau machen (Villain)
- 1971: Wer Gewalt sät (Straw Dogs)
- 1972: Callan (Fernsehserie, 4 Folgen)
- 1973, 1976: Thriller (Fernsehserie, 2 Folgen)
- 1975: Die Füchse (The Sweeney, Fernsehserie, 1 Folge)
- 1978: Exposure
- 1978: Holocaust – Die Geschichte der Familie Weiss (Holocaust) (Fernseh-Miniserie)
- 1978: Blake’s 7 (Fernsehserie, 1 Folge)
- 1979: Die Onedin-Linie (The Onedin Line; Fernsehserie, 2 Folgen)
- 1980: Silver Dream Racer
- 1980: Verrat in Belfast (The Outsider)
- 1982: Britannia Hospital
- 1983: Im Wendekreis des Kreuzes (The Scarlet and the Black) (Fernsehfilm)
- 1983: Detektei Blunt (Agatha Christie’s Partners in Crime, Fernsehserie, 1 Folge)
- 1984: Memed, mein Falke (Memed My Hawk)
- 1984: Der Aufpasser (Minder, Fernsehserie, 1 Folge)
- 1988: Die vergessene Insel (Pascali's Island)
- 1988, 1989: Doctor Who (Fernsehserie, 4 Folgen)
- 1988: Jack the Ripper – Das Ungeheuer von London (Jack the Ripper) (Fernsehfilm)
- 1989: Red Scorpion
- 1989: Valmont
- 1989: Miss Marple (Fernsehserie, Folge: Karibische Affäre)
- 1992, 1997: Casualty (Fernsehserie, 2 Folgen)
- 1993: Heartbeat (Fernsehserie, 1 Folge)
- 2000: Inspektor Morse, Mordkommission Oxford (Inspector Morse, Fernsehserie, 1 Folge)
- 2001: The Bill (Fernsehserie, 1 Folge)
- 2003: The Boys from County Clare
- 2004: The Libertine
- 2004: Waking the Dead – Im Auftrag der Toten (Waking the Dead, Fernsehserie, 2 Folgen)